# Бьянка и Фернандо
«Бьянка и Фернандо» (итал. Bianca e Fernando) — опера Винченцо Беллини в двух действиях, впервые поставленная в 1828 году.
Первоначальная версия оперы была представлена как «Бьянка и Джернандо» (итал. Bianca e Gernando) по либретто Доменико Гилардони, основанном на популярной в то время драме «Карло, герцог Агридженто». В 1826 году использование имени Фернандо в названии было невозможно, потому что профанировало имя наследника престола.
Опера включает все музыкальные жанры, кроме симфонии.

## История создания
В 1825 году Беллини, оканчивавший в то время консерваторию, получил заказ на оперу для театра Сан-Карло. Это была награда колледжа для поощрения лучших учеников класса композиции. Они получали контракт (и впоследствии гонорар) на написание кантаты или одноактной оперы. Беллини был признан достойным написать оперу. Это произошло потому, что, как объясняет Франческо Флоримо, «его первое произведение явило всем гениального художника».
Неполный автограф первой версии оперы (1826 год) хранится в консерватории Сан-Пьетро-а-Майелла в Неаполе. Копии партитуры находятся в той же консерватории и в музее Беллини в Катании.
В 1828 году Беллини переработал оперу. Либретто было изменено Феличе Романи (семь из десяти опер Беллини создал в сотрудничестве с этим либреттистом).

## Сюжет
Действие происходит в Агридженто между четырнадцатым и пятнадцатым веками.
Амбициозный Филиппо тайно заключил в тюрьму Карла, герцога Агридженто, узурпировав его трон. Фернандо, сын Карло, был отправлен в ссылку еще ребенком; в то время как Бьянка, дочь, уже вдова герцога Мессинского и мать маленького Энрико, игнорируя заговоры Филиппо, согласилась стать его женой. Фернандо, ставший уже взрослым, возвращается домой с намерением отомстить за своего отца, которого он считает мертвым.

### Действие I
Под вымышленным именем Адольф, воина удачи, Фернандо появляется во дворце Агридженто и предлагает свои услуги новому герцогу. Он сообщает Вискародо, последователю Филиппо, что видел смерть Фернандо. Филиппо с радостью узнает новость и без колебаний нанимает Адольфа, думая о том, чтобы поручить ему убить Карло.
Бьянка идет во дворец, чтобы встретиться со своим будущим мужем. Здесь она встречает Фернандо, но по прошествии стольких лет не узнает его. Она считает его сообщником Филиппо. Фернандо, в свою очередь, убежден, что его сестра - сообщница Филиппо.

### Действие II
Филиппо приказывает ложному Адольфо отправиться в тюрьму, чтобы убить Карло, и объявляет о его скорой свадьбе с Бьянкой. Доверенный Клементо делает так, чтобы Фернандо и Бьянка встретились. Выслушав Бьянку и поняв, что ошибался, Фернандо раскрывает Бьянке заговор Филиппо. Они идут в тюрьму Карло, чтобы освободить его, за ними следуют товарищи по оружию Фернандо. Туда же прибывает Филиппо, приведя с собой маленького Энрико и угрожая убить его, если Фернандо не сдастся. Клементо обезоруживает его. Тиран наконец изгоняется.

## Роли

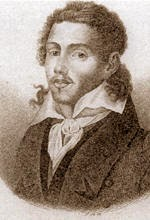
Тенор
Джованни Давид

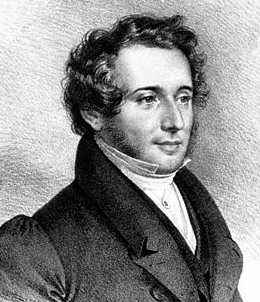
Баритон
Антонио Тамбурини

| Роль                                             | Тип голоса           | Премьерный состав, Бьянка и Джернандо, 30 мая 1826 | Премьерный состав, Бьянка и Фернандо, 7 апреля 1828 |
| ------------------------------------------------ | -------------------- | -------------------------------------------------- | --------------------------------------------------- |
| Бьянка                                           | сопрано              | Анриет Мерик-Лаланд                                | Аделаида Този                                       |
| Фернандо                                         | тенор                | Джованни Баттиста Рубини                           | Джованни Давид                                      |
| Карло, герцог Агридженто, отец Бьянки и Фернандо | бас                  | Арканджело Берреттони                              | Джузеппе Росси                                      |
| Филиппо                                          | бас (сейчас баритон) | Луиджи Лаблаш                                      | Антонио Тамбурини                                   |
| Клементо                                         | бас                  | Микеле Бенедетти                                   | Агостино Ровере                                     |
| Вискародо                                        | меццо-сопрано        | Альмеринда Мандзокки                               | Элизабетта Кода                                     |
| Уджеро                                           | тенор                | Гаэтано Киццола                                    | Антонио Криппа                                      |
| Элоиза                                           | меццо-сопрано        | Элиза Мандзокки                                    | Мариетта Рива                                       |

## Ноты и либретто
- Ноты
- Либретто (итальянский)